# 丸山町
丸山町（まるやままち）は、かつて千葉県安房郡に存在していた町。館山都市圏に属していた。
平成の大合併に伴い2006年（平成18年）3月20日に、同じ安房郡内の富浦町、富山町、三芳村、和田町、千倉町、白浜町と新設合併し、南房総市となったため消滅した。

## 地理
房総半島南部に位置する。町域は南北に長く南部は太平洋に面し、気候が温暖であるため花の栽培が盛ん。
毎年春になると、町内の至る所で菜の花が咲く。
町内を縦貫する丸山川が町名の由来ともなっている。
町内にある石堂寺は1992年（平成4年）に重要文化財指定された多宝塔を持ち、足利頼氏座像や聖徳太子像、戦に敗れた足利氏の末裔が隠れ住んだことを記した「足利文書」などを所蔵している。
また、莫越山神社は酒造免許を所持して「神饌酒（お神酒）」造りを行っているほか、「丸郷神社」では農作物の吉凶占う「筒粥神事」という珍しい神事も伝わっている。
千葉県史跡に指定されている「日本酪農発祥の地」の「千葉県嶺岡乳牛試験場」が当町の一角にあり、それを記念して1995年（平成7年）11月8日にその中に歴史資料館として「酪農のさと」が開館した。
地中海と同じ緯度に位置することから、1988年（昭和63年）に「風車とローズマリーの里」づくり構想に着手した。
同年9月にはその構想に基づいて最初の木製風車3基が設置され、同年12月には夜間に風車へのライトアップが行われるようになった。1989年（平成元年）には風車10基を増設、1991年（平成3年）には「風車とローズマリーの里」マークを作成し、同年9月22日に「ローズマリー公園」を開園させた。
「ローズマリー公園」には1995年（平成7年）5月4日に古城風の展望台を完成させ、1997年（平成9年）4月23日に「シェイクスピア・カントリー・パーク」を開園させた。
こうした地域活性化策が評価され、1992年（平成4年）度の「農村優良賞」、1994年（平成6年）度の「毎日・地方自治大賞」奨励賞を、1996年（平成8年）度の「手づくり郷土賞」を受賞した。
また、こうした地中海風の風景造りと並行して、小野派一刀流の流祖・「小野次郎右衛門」の生誕地であることから、1988年（昭和63年）に「剣の里」づくり構想に着手し、1989年（平成元年）4月14日に「小野次郎右衛門忠明生誕の地公園」を開園した。

### 合併前隣接していた自治体
- 鴨川市
- 館山市
- 安房郡：富山町、三芳村、千倉町、和田町

「朝夷地区」（あさいちく）は、和田町・丸山町・千倉町・白浜町の計4町一帯の通称名である。

## 歴史
- 1955年（昭和30年）3月15日 - 豊田村、丸村、千倉町の一部（旧千歳村安馬谷、峰、白子の一部、久保の一部）が合併して丸山町を新設。
- 1956年（昭和31年）9月1日 - 南三原村の一部（海発の一部）を分割編入。
- 2006年（平成18年）3月20日 - 富浦町、富山町、白浜町、千倉町、和田町、三芳村と合併し南房総市を新設[1]。同日丸山町廃止。

## 産業

### 農業
- 稲作
- 酪農
- 菜の花

## 交通

### 鉄道
- 東日本旅客鉄道内房線が通っているが町内に駅は無い。最寄駅は南三原駅（和田町）・千歳駅（千倉町）となる。

### 道路
- 国道128号
- 国道410号

## 学校

### 小学校
- 丸山町立丸小学校
- 丸山町立南小学校

### 中学校
- 丸山町立丸山中学校

## 観光
- 千葉県酪農のさと - 千葉県史跡「日本酪農発祥の地」の「千葉県嶺岡乳牛試験場」の中に歴史資料館として1995年（平成7年）11月8日に開館[10][11]。
- 石堂寺
- 道の駅ローズマリー公園* 1988年（昭和63年）に着手した「風車とローズマリーの里」づくり構想で[12][13][14]、1991年（平成3年）9月22日に開園[20]。
  - シェイクスピア・カントリー・パーク - 英国の劇作家シェイクスピアの生家が再現し[30][31]、1997年（平成9年）4月23日に開園した[22]。
- 小野次郎右衛門忠明生誕の地公園」- 小野派一刀流の流祖・「小野次郎右衛門」の生誕地に、「剣の里」づくり構想により[27]、1989年（平成元年）4月14日に開園した[28][29]。

## 作品の舞台
- 『庶民御宿』（つげ義春） - バイクで千倉町に泳ぎに出かけた2人が丸山町あたりで道に迷い、一軒の農家に泊めてもらったことに端を発するユーモアとペーソスを交えた軽妙な”旅もの”漫画の名作[32]。